# Holger Loclair
Holger Loclair (* 1951 in Penzin) ist ein deutscher Unternehmer.

## Leben
Loclair kam  1951 im mecklenburgischen Penzin in der DDR zur Welt. Früh fiel seine turnerische Begabung auf und er besucht Kinder- und Jugendsportschulen in Güstrow und in Rostock. Sein Talent reicht aber nicht aus und er machte daraufhin sein Abitur an der Oberschule in Bützow. Anschließend leistete seinen Wehrdienst in der Volksarmee. Dem schloss sich ein Studium der Chemie an der Bergakademie in Freiberg an. Es folgte die Promotion an der Fakultät für Chemische Technologie und Verfahrenstechnik der Technischen Universität in Stettin im benachbarten Polen. Ab 1977 arbeitete er im VEB Spezialfarben Oranienburg, die kurze Zeit später Teil des Kombinats Lacke und Farben wurden. 1982 wurde Loclair im gesamtdeutschen ABC der deutschen Wirtschaft als Geschäftsführer geführt. 1987 wurde er Direktor des VEB Spezialfarben Oranienburg. Nach der Umfirmierung des VEB zur Orafol Klebetechnik wurde er Geschäftsführer.

## Unternehmer
ORAFOL wurde 1991 privatisiert und an einen Käufer aus Westberlin verkauft. Loclair behielt aber weiterhin die Leitung und konnte im Rahmen eines Management-Buy-in/Management-Buy-out Verfahrens die Mehrheit am Unternehmen später übernehmen. Er machte aus dem ehemaligen „VEB Spezialfarben Oranienburg“ mit ORAFOL das größte Familienunternehmen Ostdeutschlands.
Loclair verpflichtete sich zu Investitionen in Höhe von 3,5 Millionen DM und zum Erhalt von 60 Arbeitsplätzen. Im Jahr 2019 setzte die ORAFOL-Gruppe mit 1080 Mitarbeitern in Oranienburg und 2500 Beschäftigten weltweit mehr als 620 Millionen Euro um.

## Familie
Loclair ist seit 1976 verheiratet. Seine Frau lernte er während des Studiums kennen. Die gemeinsame Tochter arbeitet als Juristin mit im Unternehmen.

## Trivia
Loclair gilt 2025 als der reichste Ostdeutsche.